# Rio Choveş
O Rio Choveş é um rio da Romênia, afluente do Bradu, localizado no distrito de Covasna.